# Unryul
Unryul (Hán Việt: Ân Lật là một huyện thuộc tỉnh Hwanghae Nam tại Cộng hòa Dân chủ Nhân dân Triều Tiên. Huyện giáp cửa sông Đại Đồng tại Hoàng Hải và một phần thành phố Nampho của tỉnh Pyongan Nam ở phía bắc, Kwail ở phía tây, Samchon và Songhwa và núi Kuwol ở phía nam, Unchon và Anak ở phía đông. Năm 2008, dân số toàn huyện là 107.997 người (50.759 nam và 57.238 nữ), trong đó, dân số thành thị là 33.947 người (31,4%) và dân số nông thôn là 74.050 người (68,6%).